# راول ديان
راول ديان (بالفرنسية: Raoul Diagne)‏ (مواليد 10 نوفمبر 1910) هو لاعب كرة قدم. يلعب مع منتخب فرنسا لكرة القدم. سبق له أن لعب في كأس العالم لكرة القدم مع منتخب بلاده.

## روابط خارجية
- راول ديان على موقع قاعدة بيانات كرة القدم.إي يو (الإنجليزية)
- راول ديان على موقع ليكيب (الفرنسية)
- راول ديان على موقع ناشيونال فوتبول تيمز (الإنجليزية)